# پزشکی ناباروری
پزشکی غدد درون‌ریز و ناباروری (Reproductive endocrinology and infertility) یک فوق‌تخصص جراحی در پزشکی زنان و زایمان است که به عملکرد هورمونی مربوط به تولیدمثل و همچنین موضوع ناباروری می‌پردازد. در حالی که بیشتر متخصصان این رشته در درجه اول بر درمان ناباروری تمرکز می‌کنند، آن‌ها برای آزمایش و درمان اختلالات هورمونی در زنان و مردان در خارج از ناباروری نیز آموزش دیده‌اند. این متخصصان پیش از گذراندن دوره‌های فوق تخصصی (فلوشیپ) در این رشته، آموزش تخصصی (رزیدنتی) در رشته زنان و زایمان دارند.
جراحی باروری یک تخصص مرتبط است که در آن یک پزشک متخصص زنان و زایمان یا اورولوژی برای جراحی بر روی اختلالات آناتومیکی که بر باروری تأثیر می‌گذارند، تخصص بیشتری دارد. این رشته در ایران به عنوان فلوشیپ «ناباروری» در حال آموزش است.